# Gabriel Heinze
Gabriel Iván Heinze (wym. [ɡaˈβɾjel ˈxeinse]; ur. 19 kwietnia 1978 w Crespo) – argentyński piłkarz pochodzenia niemiecko-włoskiego grający na pozycji obrońcy oraz trener piłkarski. 
Wychowanek CA Newell’s Old Boys, w swojej karierze grał m.in. w Manchesterze United, Realu Madryt czy Olympique Marsylia, zdobywając z nimi krajowe trofea. W latach 2003–2010 reprezentował Argentynę, grając m.in. na mistrzostwach świata i igrzyskach olimpijskich. W 2015 roku rozpoczął działalność trenerską.

## Życiorys

### Wczesne lata
Po ojcu, który wywodził się z Niemców nadwołżańskich, ma pochodzenie niemieckie. Jego matka włoskiego pochodzenia z zawodu była nauczycielką. Ma trzech braci. Ze względu na swoje korzenie ma obywatelstwo niemieckie, dzięki któremu nie potrzebował zezwoleń na pracę na terenie Unii Europejskiej.

### Kariera klubowa
Jest wychowankiem Newell’s Old Boys. Do seniorskiego zespołu dołączył w 1996 roku. Rok później odszedł do hiszpańskiego Realu Valladolid. Od 1 lipca 1998 do 30 czerwca 1999 przebywał na wypożyczeniu w portugalskim Sportingu CP. Po powrocie do Valladolid zadebiutował w rozgrywkach Primera División – miało to miejsce 11 września 1999 w przegranym 0:2 meczu z Deportivo La Coruña. Grał w nim do 56. minuty, po czym został zmieniony przez Eusebio Sacristána.
1 lipca 2001 został piłkarzem francuskiego Paris Saint-Germain. W Ligue 1 zagrał po raz pierwszy 28 lipca 2001 w zremisowanym 0:0 spotkaniu z Lille OSC. W barwach PSG zagrał w sumie w 99 meczach ligowych, w których zdobył 4 gole. Przed sezonem 2004/2005 odszedł za 10 milionów euro do angielskiego Manchesteru United. Jego debiut w Premier League przypadł na zremisowany 2:2 mecz z Bolton Wanderers, który został rozegrany 11 września 2004. W 44. minucie tego spotkania zdobył gola na 1:0 po podaniu Mikaëla Silvestre. Przez kibiców klubu został wybrany najlepszym piłkarzem sezonu 2004/2005. 14 września 2005 w meczu Ligi Mistrzów z hiszpańskim Villarrealem CF (0:0) odniósł kontuzję kolana, która ostatecznie wykluczyła go z gry w pierwszym zespole do końca sezonu 2005/2006. W sezonie 2006/2007 wraz z klubem został mistrzem Anglii. Utracił w nim jednak miejsce w wyjściowym składzie na rzecz Patrice’a Evry. W związku z tym usiłował wymóc na władzach klubu wyrażenie zgody na odejście do Liverpoolu F.C., co doprowadziło do konfliktu z ówczesnym trenerem Manchesteru United Aleksem Fergusonem. Heinze w późniejszych latach w publicznych wypowiedziach żałował swojego postępowania.
Ostatecznie zmienił on klub 22 sierpnia 2007, przechodząc do Realu Madryt za 12 milionów euro. Pierwszy mecz ligowy w jego barwach rozegrał 2 września 2007 z Villarrealem (5:0). Na boisko wszedł w 58. minucie, zastępując Raúla Gonzáleza. W sezonie 2007/2008 zdobył wraz z nim mistrzostwo Hiszpanii. 1 sierpnia 2009 został zawodnikiem francuskiego Olympique Marsylia, z którym również wygrał krajową ligę. W latach 2011–2012 grał we włoskim AS Roma. Karierę zakończył w 2014 roku w macierzystym Newell’s Old Boys, z którym rok wcześniej wygrał mistrzostwo Argentyny. Najwięcej meczów w karierze rozegrał we francuskiej Ligue 1 – 157. Zdobył cztery mistrzostwa kraju – Anglii, Argentyny, Francji i Hiszpanii.

### Kariera reprezentacyjna
W reprezentacji Argentyny zadebiutował 30 kwietnia 2004 w wygranym 3:1 meczu z Libią. W jej barwach dwukrotnie wystąpił na mistrzostwach świata (2006 i 2010), dwukrotnie na Copa América (2004 i 2007), na Letnich Igrzyskach Olimpijskich 2004 w Atenach i na Pucharze Konfederacji 2005. Na igrzyskach wraz z reprezentacją zdobył złoty medal. Na Copa América dwukrotnie został wicemistrzem Ameryki Południowej. Na rozgrywanym w Niemczech Pucharze Konfederacji zdobył srebrny medal. W kadrze po raz ostatni zagrał 17 listopada 2010 w wygranym 1:0 spotkaniu towarzyskim z Brazylią.

### Kariera trenerska
13 czerwca 2015 został trenerem CD Godoy Cruz. Funkcję tę pełnił do 27 września 2015. Następnie od 20 czerwca 2016 do 1 sierpnia 2017 prowadził klub Argentinos Juniors. 12 grudnia 2017 dołączył do Vélezu Sarsfield.

### Inne
Jego nazwisko pojawiło się w mediach w kontekście afery Panama Papers. W 2005 roku podpisał umowę sponsorską z niemieckim przedsiębiorstwem Puma, a pieniądze z niej trafiały na Brytyjskie Wyspy Dziewicze, stanowiące raj podatkowy, do podmiotu zarejestrowanego na jego matkę.